# 1-я Семберийская лёгкая пехотная бригада
1-я Семберийская лёгкая пехотная бригада (серб. Прва семберска лака пјешадијска бригада) — пехотное воинское формирование Армии Республики Сербской, находившееся в составе Восточно-Боснийского корпуса. В зону её ответственности входила Семберия. Штаб располагался в Биелине.

## История
1-я Семберийская лёгкая пехотная бригада образована 12 апреля 1992 года и считается первой официальной боевой единицей Армии Республики Сербской (последующие появились в мае и июне). Бригада участвовала во многих сражениях Боснийской войны и получила почётное наименование «Семберийская» (такое было всего у трёх бригад). За годы войны потеряла 130 человек убитыми.
Ежегодно в Биелине в мае у Центрального памятника проходят памятные мероприятия, организованные городской ассоциацией ветеранов. На мероприятиях чтится память погибших бойцов не только из 1-й Семберийской, но и из 1-й Биелинской лёгкой пехотной бригады.

## Командный состав
- Джёко Пайич (командир)
- Йован «Кикор» Мичич (командир)
- Мичо Кованджич[серб.] (заместитель командира)